# Jacob de Kempenaer
Jacobus Mattheüs de Kempenaer (6. července 1793 Amsterdam – 12. února 1870 Arnhem) byl nizozemský politik. V letech 1848 až 1849 byl premiérem Nizozemska, historicky druhým. Souběžně s nejvyšší exekutivní funkcí zastával post ministra vnitra. Začínal jako liberál, v pozdějších letech zastával spíše konzervativní postoje.

## Život
Vystudoval práva na Univerzitě v Leidenu, doktorát zde získal v roce 1816. Na konci napoleonských válek, od července do října 1815, sloužil ve Francii jako dobrovolník u Leidenského střeleckého sboru. Poté působil jako advokát, od roku 1831 státní advokát (zastupující Nizozemsko v soudních sporech). V roce 1833 se stal zastupitelem města Arnhem. V letech 1841–1844 byl člen zemské rady Gelderlandu. Roku 1844 byl prvně zvolen do sněmovny a setrval v ní do roku 1849. Záhy po zvolení se stal jedním z devíti mužů, kteří připravovali změnu nizozemské ústavy, jež však roku 1845 ještě neprošla. V revolučním roce 1848 se však ledy hnuly a Kempanaer byl znovu jmenován do ústavní komise vedené Johanem Rudolphem Thorbeckem. Změny, které tato skupina navrhla a prosadila, zahájili v Nizozemsku éru moderní demokracie a mj. založili funkci skutečného premiéra, jímž se Kempanaer brzy také stal. V úřadu vydržel necelý rok. Poté, znechucen spory s Thorbeckem, se stáhl z politiky a vrátil k advokacii, ale znovu ho do ní vtáhlo dubnové hnutí, vzedmutí protestantského hněvu proti pokusům papeže Pia IX. mít v Nizozemsku vliv na církevní hierarchii. V letech 1853–1860 tak byl znovu členem sněmovny, tehdy se však již jasně stavěl proti Thorbeckovi.